# Palicourea lancifera
Palicourea lancifera är en måreväxtart som beskrevs av Paul Carpenter Standley och Louis Otho Otto Williams. Palicourea lancifera ingår i släktet Palicourea och familjen måreväxter. Inga underarter finns listade i Catalogue of Life.